# Álvaro Vázquez i García
Álvaro Vázquez García (Badalona, 27 d'abril de 1991) és un futbolista professional català que juga com a davanter al CF Badalona. És internacional amb la selecció catalana.

## Trajectòria
Nascut a Barcelona, Vázquez es va criar a Badalona. Format al CF Damm, l'any 2005, a l'edat de cadet, va passar a les categories inferiors del RCD Espanyol el 2005 i quatre anys més tard va debutar com a sènior amb el RCD Espanyol B a Segona Divisió B.
Va evolucionar fins a debutar amb el primer equip la temporada 2010-2011 en un partit de lliga contra el Reial Madrid a l'Estadi Santiago Bernabéu, el 21 de setembre de 2010, en què entrà com a suplent per Sergio García a mitjans de la segona part, en un partit que acabaria en derrota per 0–3. Només cinc dies més tard, va marcar l'únic gol del partit en una victòria a casa contra el CA Osasuna, i es va mantenir al primer equip per la resta de la temporada, jugant principalment com a suport de Dani Osvaldo.
L'estiu de 2011 forma part de la selecció espanyola que va participar en la Copa del Món de Futbol sub-20 de 2011 sent el màxim golejador del Mundial i Bota de Plata amb 5 gols empatat amb Henrique Almeida (Bota d'Or) i Lacazette (Bota de Bronze). El brasiler Henrique va ser finalment Bota d'Or gràcies a les 3 assistències que va realitzar, una més que Álvaro Vázquez, que va acabar amb 5 gols i 2 assistències.
Després que Osvaldo marxés a l'AS Roma l'estiu de 2011, Vázquez va esdevenir titular amb Mauricio Pochettino. El gener de 2012, en només quatre dies, va marcar quatre gols en dos partits: primer, va empatar en els darrers minuts del derbi contra el FC Barcelona (empat 1–1 a casa), i posteriorment marcà un hat-trick contra el Córdoba CF a la Copa del Rei (victòria per 4–2 a casa, 5–4 acumulat).
Després de jugar la temporada 2012–13 amb el Getafe CF, Vázquez va esdevenir el vuitè espanyol en incorporar-se al Swansea City AFC de Michael Laudrup el 2 de setembre de 2013, equip on arribà cedit. Va debutar a la Premier League el 22 de setembre, en una victòria per 2–0 contra el Crystal Palace FC, en la qual va assistir Nathan Dyer pel segon gol.
Va formar part de l'equip sub-21 espanyol que va guanyar el Campionat d'Europa sub-21 el 2013 celebrat a Israel. En aquest torneig va marcar 1 gol en la victòria 3-0 davant el Països Baixos. Va formar part d'una generació amb futbolistes com Thiago Alcántara, Álvaro Morata, Iker Muniain, Isco, Rodrigo Moreno, Pablo Sarabia, Koke, Marc Bartra o David de Gea.
Després de l'aventura de la Premier League amb el Swansea FC, la 14-15 torna al Getafe CF on juga 2 bones temporades marcant 15 gols en 61 partits entre lliga i Copa del Rei.
El 31 d'agost de 2016, poques hores abans que es tanqués el mercat de fitxatges, Vázquez va tornar a l'Espanyol amb un contracte per quatre anys, i fou cedit al Club Gimnàstic de Tarragona per la segona volta de la temporada 2017-2018.
La 18-19 al Reial Saragossa qualla una gran temporada marcant 10 dianes aquesta campanya.
El 10 de juliol del 2019 es va confirmar el seu fitxatge pel Reial Sporting de Gijón. El 12 de gener de 2021, després de temporada i mitja a l'equip asturià, va ser cedit al C.E. Sabadell FC fins a final de temporada. El 30 d'agost va rescindir el seu contracte amb el Reial Sporting de Gijón i va signar per una temporada pel Kerala Blasters de la Superlliga de l'Índia. Va jugar la final de la SuperLliga Índia en què van caure en els penals. Després d'aquell any va continuar jugant al país després d'incorporar-se al FC Goa.
L'agost de 2023 va tornar al futbol espanyol després de signar per la S. D. Ponferradina de Primera Federació, equip en què va jugar la primera meitat de la temporada abans de rescindir el seu contracte a finals d'any. Llavors va fitxar pel Linares Deportivo que en aquell moment ocupava llocs de descens a Segona Federació.
La campanya 2024-25 s'uneix al CF Badalona, de la seva ciutat natal, que competeix a la Tercera Federació amb un nou i potent projecte amb l'ascens com a prioritat absoluta.

## Internacional

### Selecció catalana
El 30 de desembre de 2011 va disputar amb la selecció catalana el Trofeu Catalunya Internacional 2011,  contra la selecció de Tunísia, un partit disputat a l'Estadi Olímpic Lluís Companys, que va acabar en empat a 0.
El 3 de gener de 2013 va disputar amb la selecció catalana el Trofeu Catalunya Internacional 2012,  contra la selecció de Nigèria, un partit disputat a l'Estadi de Cornellà-El Prat, que va acabar en empat a 1.
El 28 de desembre de 2016 va disputar com a suplent amb la selecció catalana el Trofeu Catalunya Internacional 2016, un partit contra la selecció de Tunísia que va acabar en empat 3 a 3 i finalment en victòria tunisenca a la tanda de penals.

## Palmarès

### RCD Espanyol
- 2 Copes Catalunya: 2009-10 i 2010-11

### Selecció espanyola
- Eurocopa Sub-21 (2013)